# مااسا سودو
مااسا سودو (انگلیسی: Maasa Sudo; ۳ ژوئیهٔ ۱۹۹۲ – ) خواننده، بازیگر، و صداپیشه اهل ژاپن بود. وی از سال ۲۰۰۲ میلادی تاکنون مشغول فعالیت بوده‌است.